# Соколов, Сергей Алексеевич
Серге́й Алексе́евич Соколо́в (Серге́й Кре́четов) (25 сентября [7 октября] 1878, Москва — 14 мая 1936, Париж) — русский издатель, поэт-символист. Основатель и главный редактор издательства символистов «Гриф» (1903—1914), составитель альманахов «Гриф». Идеолог «белого движения». Один из основателей и лидер Братства русской правды.

## Биография
Родился 25 сентября (7 октября) 1878 года в Москве в семье присяжного поверенного, нотариуса Московского окружного суда Алексея Дорофеевича Соколова, который в 1898 году приобрел землю (около 500 десятин) к северу от станции Малаховка до Касимовского тракта (Егорьевского, Касимовского шоссе).
Брат — Павел Алексеевич Соколов (1877–1966, Париж), юрист, присяжный поверенный. Вместе с братом после смерти отца они стали совладельцами северной стороны Малаховки. Семья Соколовых — Павел, Сергей и их мать, Александра Павловна, были меценатами строительства Храма Святых Первоверховных Апостолов Петра и Павла в Малаховке (1902–1903 гг.). Позже, в 1911 году, Павел Алексеевич организовал строительство нового здания Малаховского летнего театра.  П.А.Соколов — участник Первой Мировой войны, воевал в артиллерии. После 1917 года — в Белом движении. В эмиграции сотрудничал в журнале «Часовой», был генеральным секретарем Союза русских адвокатов. 
Сергей Соколов в 1897 году с отличием окончил 1-ю московскую гимназию, в 1901 году — юридический факультет Московского университета, с дипломом 1-й степени. По окончании университета работал адвокатом.
В своём творчестве тяготел к символистам; публиковался под псевдонимом Сергей Кречетов. Унаследовав небольшие средства, в 1903 году он основал издательство «Гриф», в альманахе которого и опубликовал свои первые стихи. В последующие 10 лет «Гриф» издавал произведения крупнейших символистов: Блока, Бальмонта, Белого, Сологуба, Ходасевича, Волошина, Анненского, Северянина, идейно противостоял издательству «Скорпион» Брюсова, Полякова и Балтрушайтиса.
А. А. Боровой отмечал:

Разнообразие его сведений <…> и память были поистине изумительны. Столь же феноменальной памятью обладал он и по части знания русской поэзии вообще. Соколов — человек, по существу, ограниченный, малодаровитый и неоригинальный поэт — имел, однако, бесспорные заслуги перед литературой в качестве организатора, и большинству он импонировал именно своими качествами энергичного, ловкого и, в общем, удачливого дельца.— Боровой А. А. Моя жизнь (фрагменты воспоминаний) // Московский журнал. — 2010. — № 10. — С. 22. — ISSN 0868-7110.
В 1903—1905 годах его женой была Нина Ивановна Петровская.
С 1904 года С. А. Соколов был гласным Московского губернского земства. В первой половине 1906 года принял участие в создании журнала «Золотое руно», был его фактическим руководителем. Однако уже в июле покинул журнал, а в ноябре создал собственный, «Перевал», просуществовавший год, но в котором участвовало всё лучшее из тогдашней литературы.
В 1905—1907 годах Сергей Соколов состоял в партии кадетов.
В 1907 году выпустил первый стихотворный сборник «Алая книга».
В 1907 году развёлся с первой женой Ниной Ивановной Петровской и обвенчался с актрисой Лидией Дмитриевной Рындиной.
С 1907 по 1914 годы заведовал литературным отделом московской газеты «Час», выступал как газетный и журнальный обозреватель.
С 1908 года работал присяжным поверенным округа Московской судебной палаты. В 1910 году в издательстве «Гриф» вышла вторая книга стихов Сергея Кречетова — «Летучий голландец». 
Сергей Алексеевич был одним из организаторов культурной жизни Малаховки: он приглашал сюда литературных и салонных звезд 1900—1910-х, а также назвал улицы дачного поселка в честь писателей, заложив тем самым одну из традиций стародачных мест.
В начале Первой мировой войны ушёл добровольцем на фронт.
В 1915 году придал своему боевому опыту литературную форму в книге «С железом в руках, с крестом в сердце. Записки офицера» (1915). В том же году, получив ранение, попал в плен к немцам. В плену пробыл более двух лет. После заключения Брестского мира был доставлен в Москву.
В 1919—1920 годах был в Добровольческой армии, выступал в печати как идеолог «белого движения».
Принимал активное участие в работе русских эмигрантских масонских лож в Берлине и Париже: так же, как и брат, был одним из руководителей масонской ложи «Великий Свет Севера». В 1921 году стал одним из основателей Братства русской правды (БРП), до 1934 года занимая должность Брата № 1 и до своей смерти возглавляя журнал БРП «Русская Правда», «общий отдел» и лояльные структуры БРП. При этом он занимался мистификациями: на страницах «Русской правды» появились статьи о вымышленных «подвигах» повстанческих отрядов БРП в Советской России. 
В 1920 году Сергей Соколов эмигрировал в Париж, а в 1922 году переехал в Берлин, где возглавил издательство «Медный всадник», в котором выпустил свой третий сборник стихов «Железный перстень». С 1934 года вновь жил в Париже, где скончался 14 мая 1936 года. Был похоронен на кладбище Тиэ. Затем прах перенесён на кладбище Сент-Женевьев-де-Буа (могила 6730).